# De Valk (Berkel en Rodenrijs)
Molen De Valk staat in het buitengebied van het dorp Rodenrijs (gemeente Lansingerland), in de Nederlandse provincie Zuid-Holland. De molen staat iets ten zuiden van buurtschap Oude Leede en dateert van 1772.
De molen aan de Berkelse Zweth bemaalde oorspronkelijk de polder Berkel en is sinds 1954 in gebruik als woning. Ook de bijbehorende molenaarswoning wordt bewoond. Het zijn beide rijksmonumenten. In 1991 werd een grote restauratie uitgevoerd, sindsdien is de molen weer regelmatig draaiend te zien. Door een aanbouw kan de molen niet bij westenwind draaien.
De molen is niet binnen te bezichtigen.